# 베이싱스토크

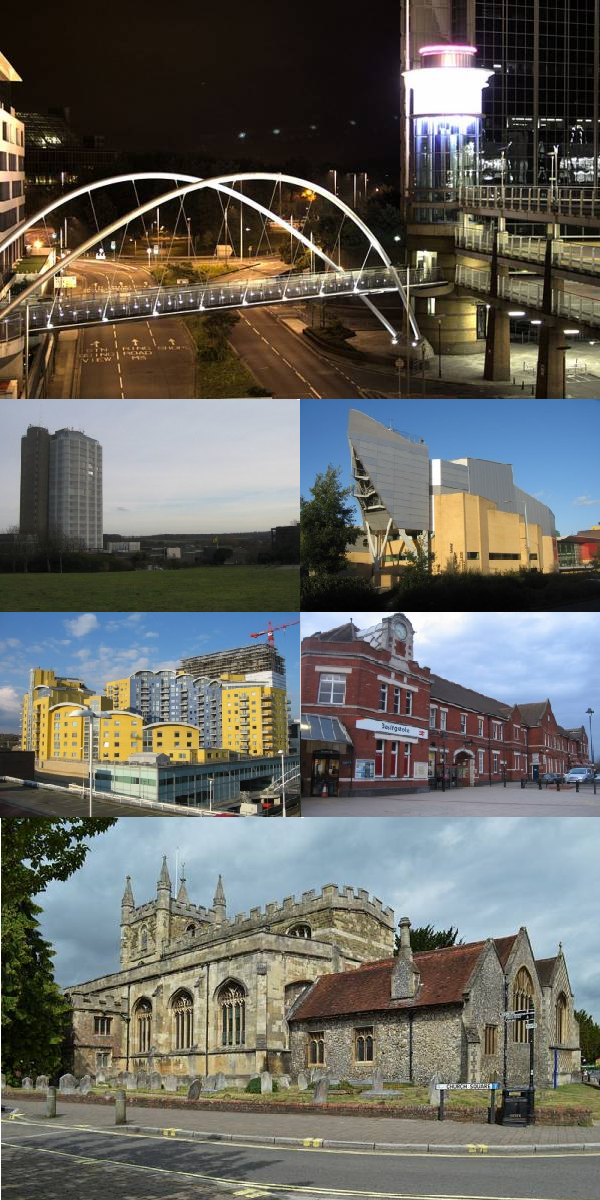

베이싱스토크(영어: Basingstoke)는 잉글랜드 햄프셔주의 도시로, 인구는 83,662명이다. 사우샘프턴에서 북동쪽으로 48km, 런던에서 남서쪽으로 77km, 윈체스터에서 북동쪽으로 31km 정도 떨어진 곳에 위치한다.